# Сивенок, Владимир Иванович
Владимир Иванович Сивенок (1920—2001, Москва) — советский военачальник. Генерал-полковник (16.02.1979).

## Биография
Русский. В Красной Армии с сентября 1939 года, призван Новозыбковским районным военным комиссариатом Орловской области. Окончил военное училище. Член КПСС с 1942 года.
Участник Великой Отечественной войны с июня 1941 года. В должности командира стрелкового взвода воевал на Западном фронте, участвовал в тяжелейших боях Белостокско-Минского сражения и Смоленского сражения. В ходе Орловско-Вяземской катастрофы в бою 5 октября 1941 года был тяжело ранен.
После выздоровления воевал с января 1942 года на Карельском фронте. В 1943 году был командиром стрелкового батальона 61-го стрелкового полка 45-й стрелковой дивизии, отличился в боях в районе посёлка Кестеньга: организовал круговую оборону попавшего в окружение батальона и несколько дней возглавлял оборону до прорыва кольца окружения. За этот бой награждён своим первым орденом. В 1944 году уже был начальником штаба 253-го стрелкового полка 45-й стрелковой дивизии 14-й армии. Вновь отличился в Петсамо-Киркенесской операции и при освобождении от немецких оккупантов норвежского города Киркенес. Наградой стал второй орден.
После Великой Победы продолжил военную службу, окончил Военную академию имени М. В. Фрунзе и Военную академию Генерального штаба Вооружённых Сил СССР. С декабря 1966 года — командир 53-й гвардейской учебной мотострелковой дивизии в Московском военном округе (Ковров). Генерал-майор (23.02.1967). С мая 1970 года — командир 28-го армейского корпуса в Центральной группы войск (Чехословакия). Генерал-лейтенант (6.05.1972).
С декабря 1972 по июль 1975 года — командующий 20 гвардейской общевойсковой Краснознамённой армией в Группе советских войск в Германии. С июля 1975 по март 1979 года — начальник штаба — первый заместитель командующего войсками Среднеазиатского военного округа. С марта 1979 по июль 1982 года — командующий войсками Южной группы войск (Венгрия). С июля 1982 года — первый заместитель главнокомандующего войсками Дальнего Востока. С августа 1985 года — старший военный представитель Главнокомандующего Объединёнными Вооружёнными силами Организации Варшавского договора в Войске Польском.
С 1991 года — в отставке. Жил в Москве. Похоронен на Троекуровском кладбище.

## Награды
- Орден Ленина (1981)
- Три ордена Красного Знамени (первый 18.11.1944)
- Орден Отечественной войны 1-й степени (11.03.1985)
- Два ордена Красной Звезды (первый 23.09.1943)
- Орден «За службу Родине в Вооружённых Силах СССР» 3-й степени
- Медаль «За оборону Советского Заполярья» (вручена в феврале 1945)
- Другие медали СССР
- Награды иностранных государств